# 우주력 (스타 트렉)
우주력은 《스타 트렉》에서 사용되는 역법이다. 영어로 스타데이트(stardate)라고 한다. 행성 연방에서 공통으로 사용하는 시간의 표기법이다. USS 엔터프라이즈 (NCC-1701)가 취역한 날짜를 1000.0으로 잡는다. 분이나 초 같은 시간 단위는 없고, 소수점 이하 1자리수까지의 유리수로 시간을 나타낸다.
《스타 트렉》부터 《스타 트렉: 미지의 세계》까지는 소수점 앞이 4자리이지만(1312.4 ~ 9521.6), 설정 상의 서기 연대와 비교하면 극장판에서는 텔레비전판에 비해 단위시간이 짧아진 편이다.
《스타 트렉: 넥스트 제너레이션》, 《스타 트렉: 딥 스페이스 나인》, 《스타 트렉: 보이저》, 《스타 트렉: 넥서스 트렉》 이후의 극장판에서는 소수점 앞이 5자리이다(41001.1 ~ 56344.9). 단위시간의 길이는 또 변경되어 1,000단위가 지구의 1년과 거의 같다.